# Kreuzweg (Theinfeld)

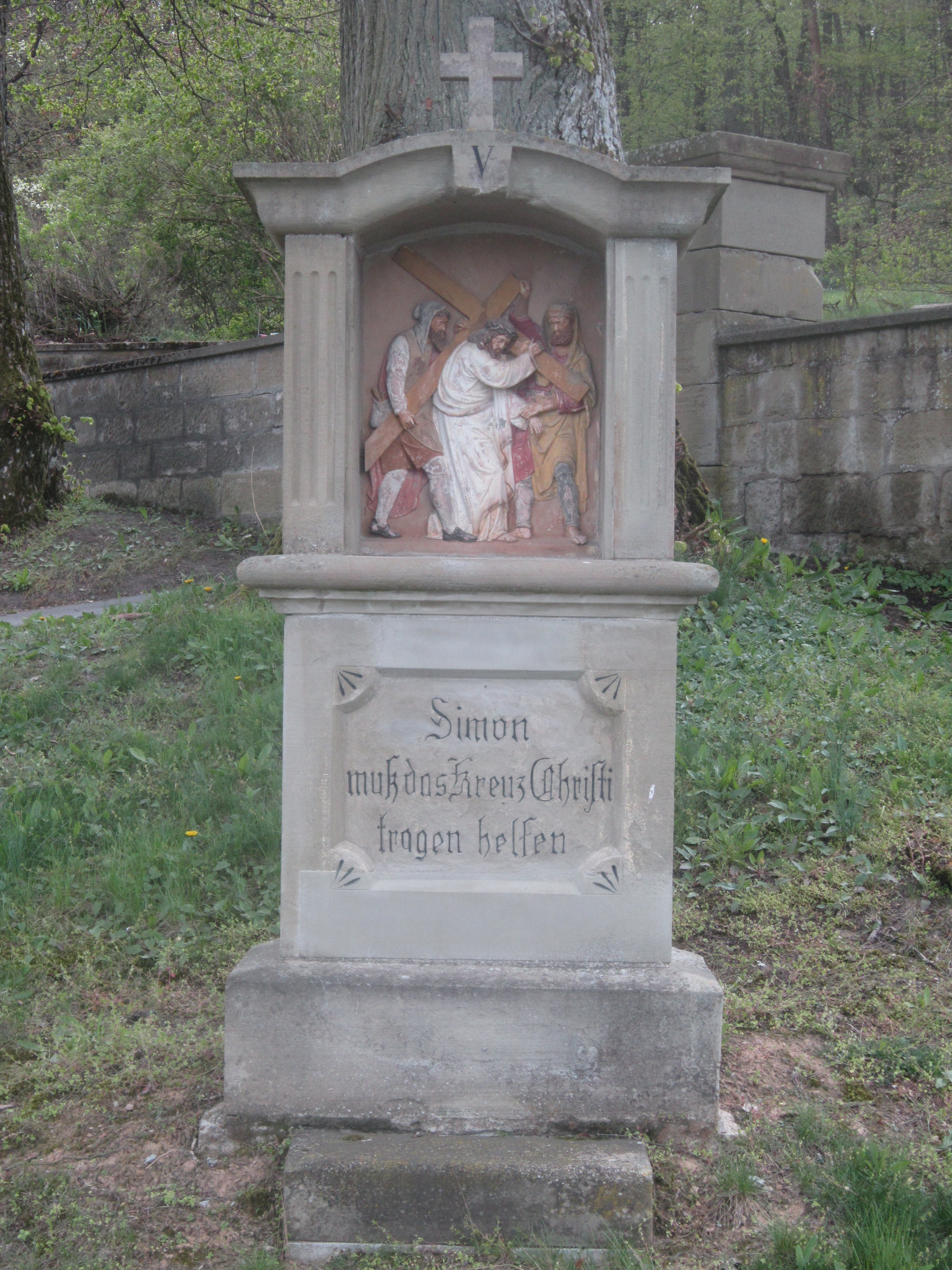
Kreuzweg (5. Station)

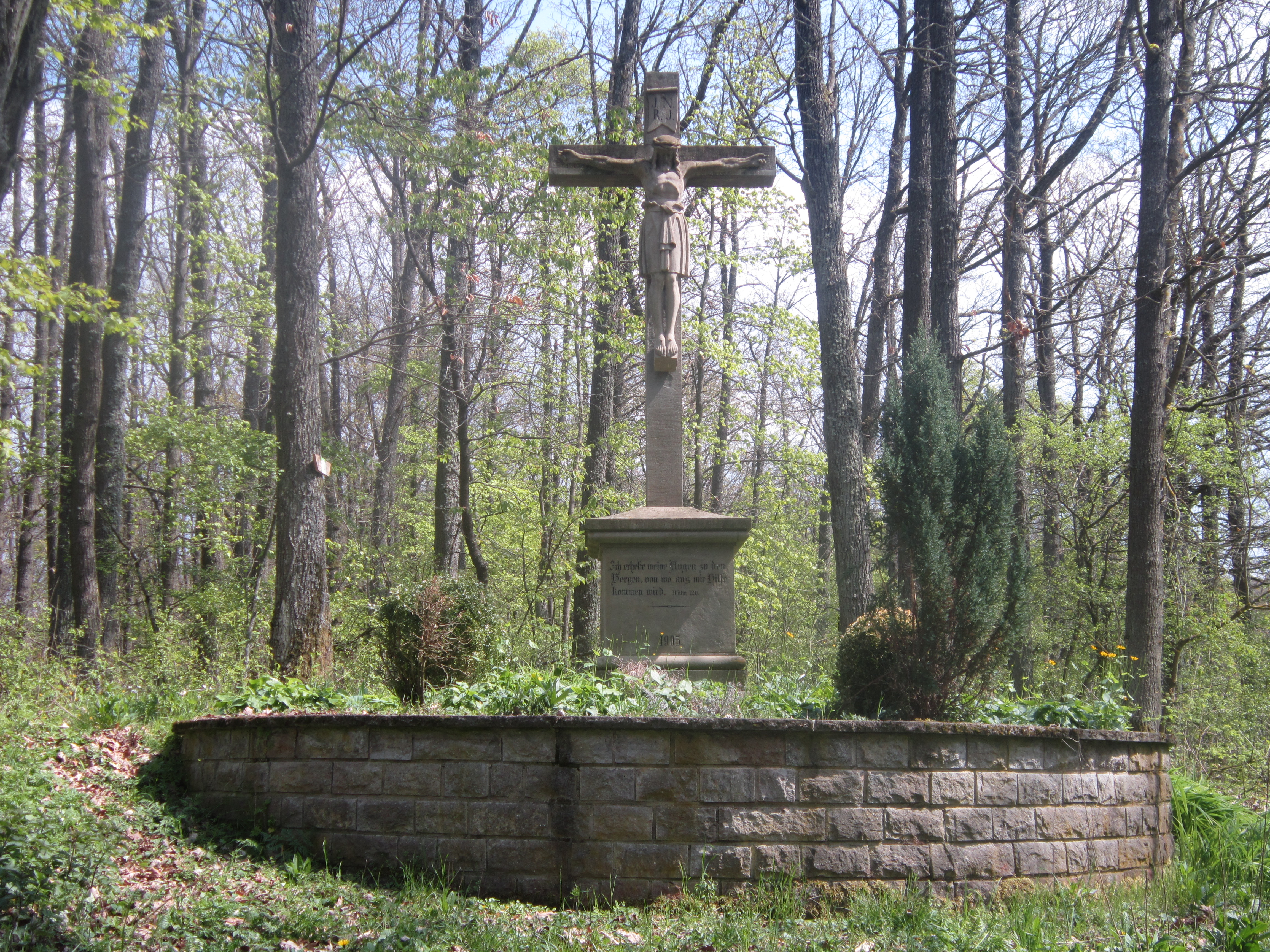
Kruzifix am Ende des Kreuzweges

Der Kreuzweg in Theinfeld, einem Ortsteil der bayerischen Gemeinde Thundorf in Unterfranken im Landkreis Bad Kissingen gehört zu den Baudenkmälern in Thundorf in Unterfranken und ist unter der Nummer D-6-72-157-36 in der Bayerischen Denkmalliste registriert.

## Geschichte
Der Kreuzweg befindet sich am Ortsrand von Theinfeld im Waldstück „Gänseleite“. Er führt am Weg „Gänseleite“, nach dem das Waldstück benannt wurde, am örtlichen Friedhof vorbei auf den Dürrnberg. Am Ende des Kreuzwegs befindet sich ein Hochkreuz aus Sandstein.
Die Anlage wurde im Jahr 1904 (Kreuzweg) und 1905 (Hochkreuz) von Steinhauermeister Makarius Schlembach aus Wermerichshausen (heute Stadtteil von Münnerstadt) errichtet. Kreuzweg und Hochkreuz wurden aus zwei kurz zuvor vermachten Schenkungen an die katholische Kirchengemeinde finanziert. Die Kreuzwegstationen sind als Heiligenhäuschen aus Sandstein mit einer Terrakottadarstellung der jeweiligen Station in der Nischenrückwand gestaltet. Die Terrakottabilder wurden von der „kirchlichen Kunstanstalt von Michael Mauer aus Würzburg“ geliefert.
Am Sockel des Hochkreuzes am Ende des Kreuzwegs befindet sich die Inschrift „Ich erhebe meine Augen zu den Bergen, von wo aus mir Hilfe kommen wird. Psalm 120“ sowie die Jahreszahl 1905. Den aus französischem Kalkstein bestehenden Korpus am Hochkreuz schuf der Kissinger Bildhauer Valentin Weidner im Stil der Romanik; sein Honorar betrug 140 M. Die Romanik wird dadurch deutlich, dass Christus quasi am Kreuz auf einem Sockel steht und seine Füße angenagelt sind. Erst nach der Romanik wurde es üblich, Christi Füße übereinander gelegt und mit einem Nagel ans Kreuz geheftet darzustellen.
Der ursprünglich hellere Korpus wurde durch die Feuchtigkeit des Waldes dunkler.